# Zaltman Metaphor Elicitation Technique
Zaltman Metaphor Elicitation Technique (ZMET) ist eine patentierte Marktforschungsmethode. Das US-Patent #5436830 wurde am 25. Juli 1995 ausgestellt. ZMET ist ein Verfahren, welches sowohl bewusste als auch unbewusste Gedanken und Gefühle eruiert, indem es die symbolhaften und metaphorischen Äußerungen von Menschen erkundet. Entwickelt wurde ZMET von Gerald Zaltman an der Harvard Business School in den frühen 1990er Jahren. Das Verfahren wird sowohl von Wissenschaftlern als auch für Marketingzwecke angewendet, um eine Vielzahl von Themen zu studieren.

## Herkunft
Zaltman begann über die Macht von Bildern nachzudenken, als er sich im Jahre 1990 auf einer Reise in Nepal befand. Er hatte ursprünglich vor, seine eigene Kamera mitzubringen, entschloss sich aber in letzter Minute die Reise dadurch aufzuzeichnen, indem er einheimischen Bewohnern Wegwerfkameras gab und sie bat, Bilder zu machen, die erklären, wie sie das Leben in ihren Dörfern empfinden.
Nachdem er die Bilder entwickelt hatte, kehrte Zaltman in die Dörfer zurück und bat die Bewohner, mit Hilfe eines Übersetzers, die Bedeutung der Bilder zu erklären. Die Fotos neigten dazu, Ideen offenzulegen, die schwer in Worte zu fassen gewesen wären. So zeigte zum Beispiel keines der Bilder Füße von Bewohnern. Das war mit Absicht so fotografiert worden. In Nepal sind nackte Füße ein Zeichen von Armut. Zaltman war überzeugt, dass dieses Thema, aufgrund des Stigmas, das mit Armut assoziiert wird, nicht hochgekommen wäre, hätte er die Bewohner einfach nur gebeten, ihr Leben mit Hilfe von Worten zu beschreiben.

## ZMET Forschungsprozess
Studienteilnehmer werden in der Regel gebeten eine Reihe von Bildern zu sammeln, die ihre Gedanken und Gefühle über das Thema repräsentieren. Zaltman zitiert bekannte Forscher wie Steven Pinker und António Damásio um die Behauptung zu unterstützen, dass Gedanken neuronale Aktivierungen – oftmals in Form von Bildern – sind, nicht Worte. Die von Teilnehmern gesammelten Bilder sind wichtige metaphorische Hilfsmittel, um tiefe, oftmals unbewusste Gedanken und Gefühle aufzudecken.
Das Ziel der ZMET Interviews und Analyse ist es, relevante, grundlegende Strukturen aufzudecken, die das Denken und Handeln im Bezug auf ein bestimmtes Thema steuern. Diese tiefen Strukturen sind unbewusste, elementare Rahmen menschlichen Denkens, die beeinflussen, wie Menschen auf Informationen oder Reize reagieren und sie verarbeiten. Diese Strukturen oder Rahmen äußern sich in Oberflächen-Metaphern, wie sie in der alltäglichen Sprache benutzt werden. Wenn diese gruppiert werden, offenbaren sie die tieferen Grundgerüste des Verständnisses und Denkens über ein bestimmtes Thema (siehe framing). Diese Rahmen können für Marketingzwecke verwendet werden, um eine effektivere Kommunikation mit Konsumenten über Marken und Produkte zu gewährleisten. Sie können auch bei der Produktentwicklung helfen (siehe Oticon Beispiel unten).

## Anwendungen
Oticon, ein dänischer Hersteller von Hörgeräten benutzte ZMET, um die tiefen, negativen Assoziationen mit Hörgeräten besser zu verstehen. Das Unternehmen hatte das Gefühl, dass Konsumenten hohe Kosten nur als Vorwand benutzten, um den Kauf eines Hörgeräts aufzuschieben oder zu vermeiden. In der Studie kam heraus, dass Hörgeräte ein Symbol dafür sind, alt und mängelbehaftet zu sein. Oticon ging auf diese negative Assoziation ein, indem die Firma ein Hörgerät mit einem neuen, modischen Styling entwickelte.
In einer Studie für das Children’s Hospital of Pittsburgh of UPMC, entdeckte ZMET, dass Transformation und Kontrolle entscheidende Metaphern sind, die die Erfahrungen von Patienten und ihren Familien im Krankenhaus beeinflussen. Das Architektur-Unternehmen Astorino übersetzte dies in einen „Transformations-Flur“ der das Parkhaus mit dem zentralen Empfang verbindet. Entlang der Wände dieses 80 Meter langen Flurs befindet sich ein Schmetterlingsmotiv, das sich immer wieder verändert, um den Wechsel der Jahreszeiten und damit die Transformations-Metapher zu symbolisieren. Das Krankenhaus kreierte ein modulares Krankenzimmer-Design, welches Patienten und ihren Familien die Möglichkeit gibt, das Zimmer zu individualisieren (und ihnen somit mehr Kontrolle gibt).
ZMET spielte eine wesentliche Rolle bei der Einführung Febreze, einem Proctor & Gamble Produkt.
ZMET wird für akademische und gemeinnützige Zwecke und Studien eingesetzt, so zum Beispiel in Studien über Mountain Biking, die Genesung von Frauen von Suchtmittelmissbrauch, die Beziehung zwischen Videospiel-Spielern und ihren Avataren, den Umgang von Amerikanern mit der wirtschaftlichen Krise, den Wert einer Erkenntnis (insight) am Arbeitsplatz.